# La mia vita (Agatha Christie)
(Agatha Christie)
La mia vita (An Autobiography) è l'autobiografia di Agatha Christie, pubblicata postuma nel 1976.
Curiosamente, in questa sua autobiografia, la scrittrice lascia nell'ombra la propria scomparsa del 1926 quando, lasciata dal marito Archibald Christie per un'altra donna, fu ritrovata solo una decina di giorni dopo ad Harrogate, nell'Inghilterra settentrionale. Accenna soltanto al suo esaurimento nervoso di quel periodo e poi, subito dopo, al fatto che sul suo conto era stato suscitato un enorme interesse da parte della stampa, che lei aveva trovato molto sgradevole.

## Edizioni
- Agatha Christie, La mia vita, traduzione di Maria Giulia Castagnone, collana Oscar scrittori del Novecento, Mondadori, 2003,  p. 560, ISBN 88-04-52225-9.